# 澳洲國會大廈
國會大廈（英語：Parliament House），又稱坎培拉國會大廈、澳洲聯邦國會大廈，是澳洲國會驻地，位于澳洲首都领地坎培拉。建筑由密彻尔/久尔格拉建筑师事务所设计，1988年5月9日由澳大利亚女王伊莉莎白二世剪綵啟用。在建造當時，它是南半球最昂貴的人造建築物，共花費約11亿澳元的預算。由於澳洲是實施聯邦制和內閣制的民主國家，因此這棟大廈也是澳洲的行政權和立法權之核心所在。
在國會大廈建成之前，澳洲國會直到1927年曾在墨尔本议会大厦议事。1927年至1988年之间，國會驻地是位于坎培拉的临时国会大厦。作为澳大利亚的永久性國會建筑，新國會大廈的建造由于选址争议屡经推迟，直到1981年才开始动工。建築主体的设计表现了两个迴力鏢，顶端有總長81公尺的巨大旗桿。整个建筑的屋顶就是國會山的山顶，是由草坪覆盖的缓坡，民众可以直接从建筑外踏上屋顶，象征人民至上的民主理念。
國會大廈有房间4,700间，总占地250,000平方公尺。大厦的许多部分对公众开放。从大厦的门厅往左、中、右可以分别到达三个大厅，分别对应澳大利亚國會的三部分：象征君主和人民主权的中央大厅，众议院议事厅和参议院议事厅。根据西敏制的传统，众议院区域使用绿色为主题色，参议院区域使用红色为主题色。两院厅舍之间是供议员使用、不对公众开放的议员厅，连接大厦后部的工作区：这里有总理和其他部长的办公室，以及供议员、执政党团和反对党团使用的办公设施。

## 背景和选址

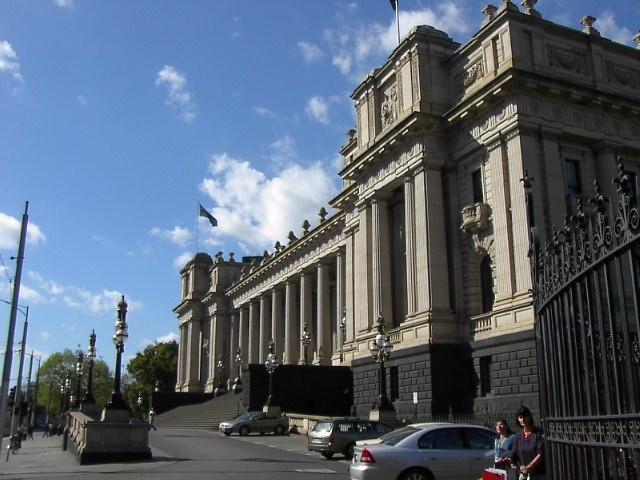
墨尔本议会大厦，澳大利亚议会有26年在此议事。

当澳洲的六个英属殖民地在1901年合并成为澳大利亚联邦时，由于两个最大城市悉尼和墨尔本的长期竞争习惯，各殖民地代表认为两个城市都不适合成为联邦的首都。最后《澳大利亚联邦宪法》第125条对于首都选址如此规定：

議會得决定联邦政府驻地。该驻地所在领土须被授予联邦或由联邦所取得，须归于并属于联邦，且须在新南威尔士州内，并距离悉尼不少于一百哩。

该领土须包含不少于一百平方哩，且其中属于皇家拥有之土地须无偿授予联邦。在于政府驻地开会之前，议会得暂驻墨尔本。
经过大量讨论后，议会在1909年决定定都于新南威尔士南部，现在坎培拉的位置。联邦在1911年取得了此地的地权，但受第一次世界大战影响新首都的建设被推迟，联邦议会直到1927年才搬离墨尔本。在此之前议会一直在19世纪建造的墨尔本议会大厦议事，而维多利亚州议会也因此在皇家展览馆暂驻了26年。

### 旧議會大厦

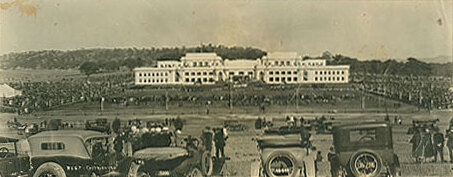
1927年，旧国会大厦落成。

第一次世界大战之后，联邦政府设立了联邦首都顾问委员会来筹备建都坎培拉，其中包括建造议会大厦。委员会推荐的方案是先建造一座“临时”建筑，预计使用50年，其间准备建造“永久”议会大厦。临时議會大厦在1927年落成。实际上，临时议会大厦使用了61年，在最后几年大厦内的空间拥挤到了非常严重的程度。

## 新议会大厦
1978年，弗雷泽政府决定在议会山兴建新议会大厦，并设立了议会大厦建造局承担此工程。政府进行了两轮设计竞赛。议会大厦建造局在征求皇家澳大利亚建筑院的意見后，联同国立首都发展委员会为竞赛参加者提供了一套设计要求和资料。设计竞赛收到来自全球29个国家的329份参赛稿。
最后纽约建筑师事务所密彻尔/久尔格拉事务所的设计胜出，并由意大利设计师罗纳多·久尔格拉到场实际指挥建造。此设计基本将整个建筑“埋入”议会山，而整个建筑顶部则是巨大的尖塔，最顶端悬挂巨大的澳大利亚国旗。同时，建筑的正副立面设计特意反映旧议会大厦的风格，使得两座建筑虽然尺寸上相差巨大但外观上仍有联系。从正面远眺时，新议会大厦“悬浮”于旧议会大厦上方。

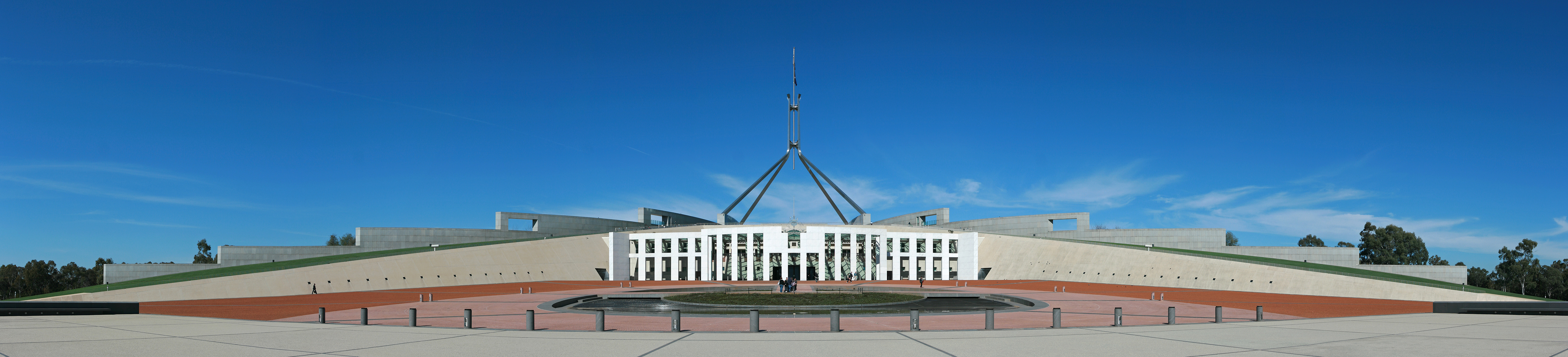
造入议会山的建筑正面，包括正门和门前广场。正面的墙体也体现了回力镖形状的设计主题。

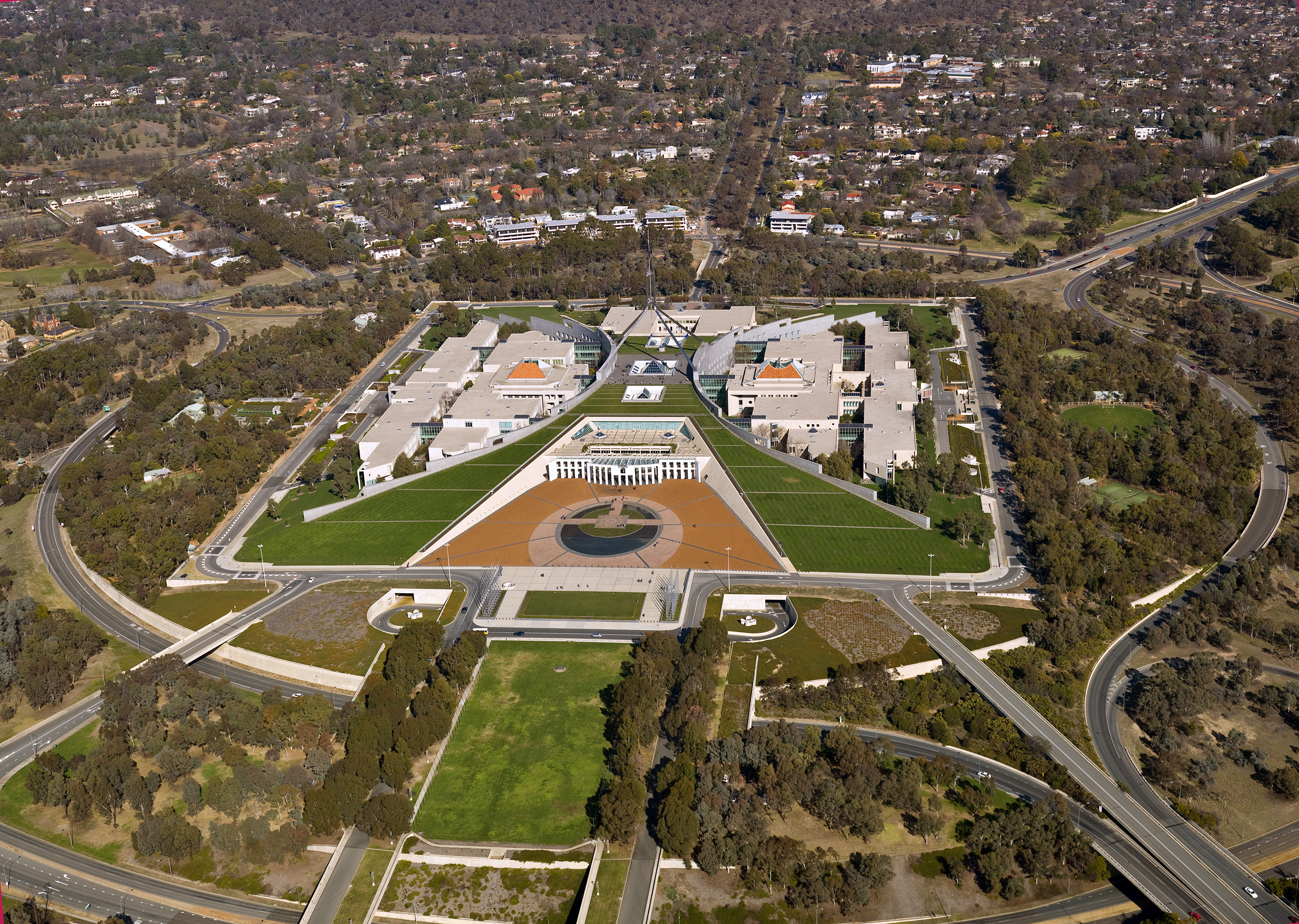
议会大廈鳥瞰

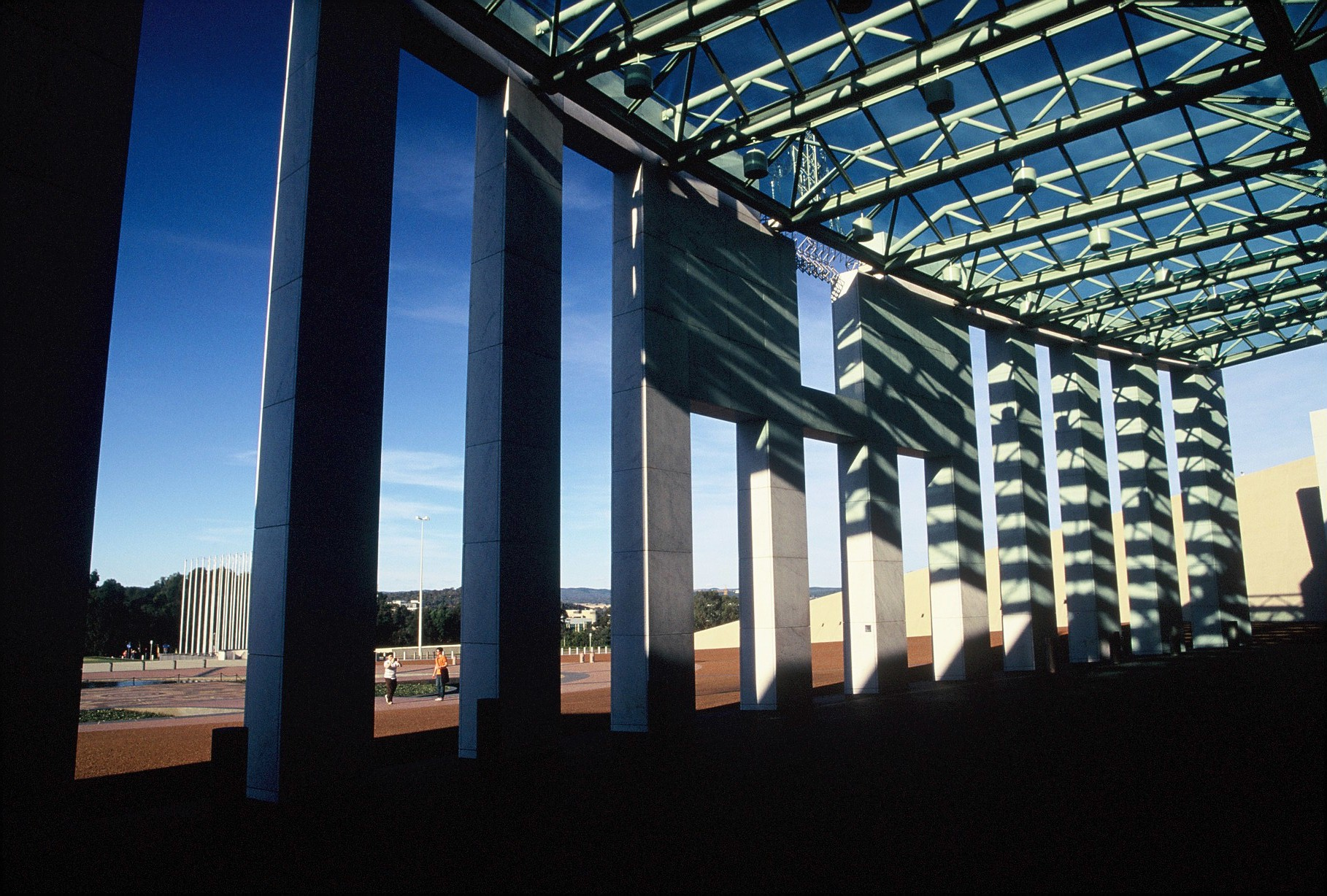
正门廊柱

久尔格拉强调了建筑的视觉美感，聘用园林建筑师彼得·罗兰（Peter G. Rolland）来指导土木工程，颠覆了澳大利亚建筑界的传统分工。罗兰对建筑外表的各部分的设计和协调（包括水池设计、铺地、采光概念和美术配置）都起了重要作用。久尔格拉还就植被选择征求了国立植物园和一家政府苗圃的意见，只有在建筑的较正式部分采用长期灌溉。
大厦1981年动工，原计划在澳大利亚欧洲殖民的200周年——1988年1月26日（澳大利亞日）完工。计划预算是2.2亿澳元。实际上工期和预算都超出了计划。最终到1988年5月9日议会大厦才由伊丽莎白二世女王揭幕。选择这一天是因为1901年的这天第一届议会由康瓦爾及约克公爵喬治王子（后来的乔治五世）在墨尔本召开，而1927年也是在这天约克公爵阿爾伯特王子（后来的乔治六世）在坎培拉为临时议会大厦揭幕。
建筑顶端的81米高旗杆上悬挂了12.8米长、6.4米宽的国旗，相当于半个网球场的大小，重15公斤。旗杆重达250吨，用卧龙岗产抛光不锈钢铸成。按照设计，旗杆是议会大厦的顶端，是易于识别的国家政府的标志。旗杆在白天从议会大厦内部和外部都轻易可见，在晚上用灯光照亮。
议会大厦占地80英亩。建成后，屋顶平台比议会山原高度高出四米。建筑过程中开挖了约一百万立方米的岩石，这些石料后来用于填充坎培拉市内低洼处。建筑中使用了大量高品質花岗岩，其中大多是澳洲产石料。由于所用石料标准极高（特别是正立面两侧的幕墙），总共开采的石料比实际使用的要多一倍。
新议会大厦建筑初始，有提议将旧议会大厦拆除，以使从新议会大厦到伯利·格里芬湖和澳洲战争纪念馆的视线一览无阻，但后来决定将旧议会大厦作为历史建筑保留。现在这里是以议会为主题的澳大利亚民主博物馆。
议会大厦是坎培拉游客最多的景点，每年有约100万人次到访。原先的设计理念是议会大厦的建筑尽可能对公众开放，其中直达“山顶”的草坪象征了人民至上、政治公开的理念。近年来由于关于恐怖袭击的担忧，在大厦四周布置了较多的防御设施，例如阻止车辆驶上屋顶草坪的混凝土装置。

### 内部

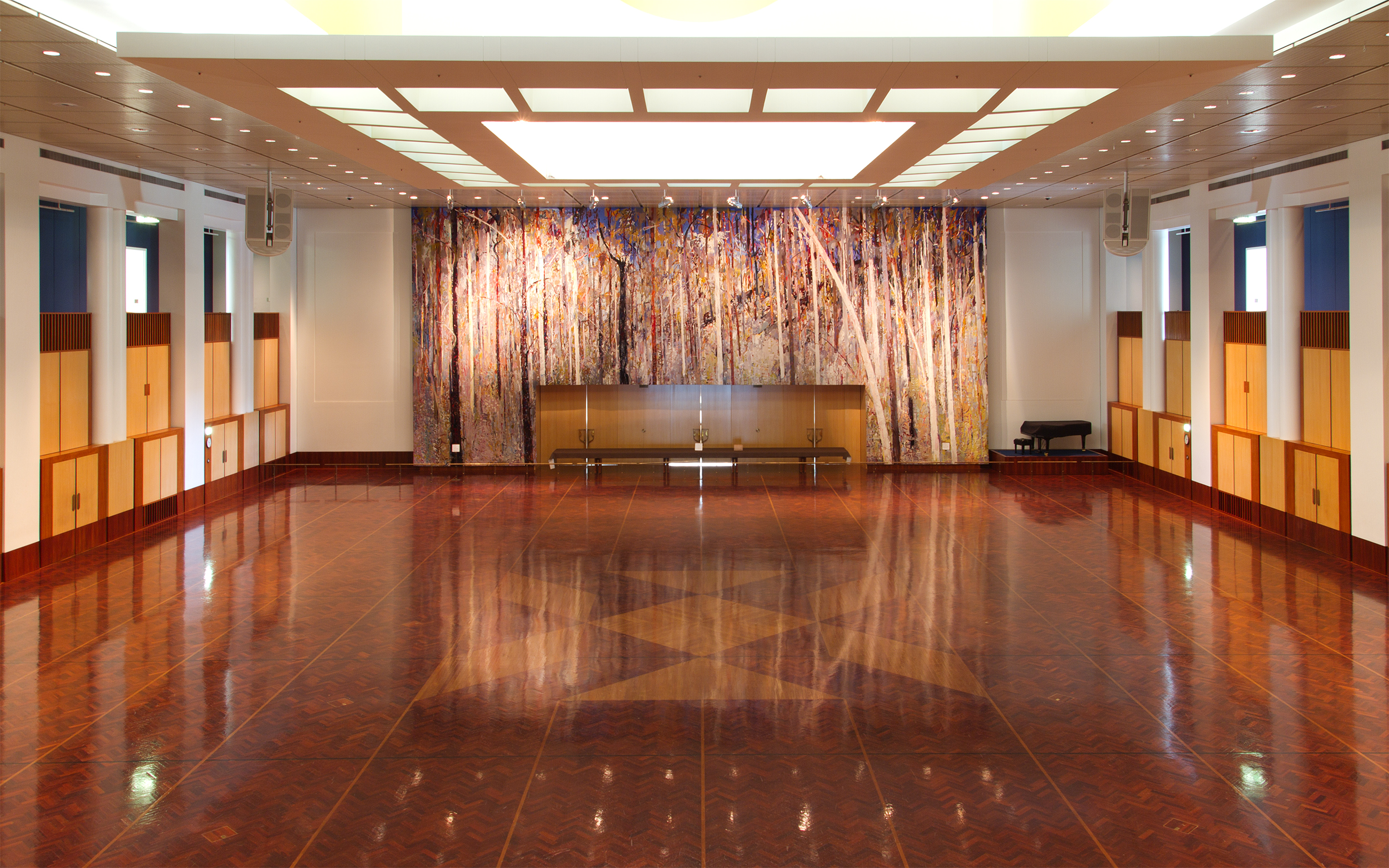
议会大厦大厅。远处墙上悬挂的织画是世界最大的织画之一，长20米高9米。

议会大厦有正、副两个立面，位于东北方向的正立面是正式入口，也是公众入口。位于西南方向的副立面较简洁，是议员和工作人员使用的工作入口。从正门进入议会大厦最先进入门厅。门厅中间引入大厦中心的大厅，是大厦仪式上的核心。门厅两侧的大理石楼梯则连接二楼的公共回廊，分别通往大厦两侧的众议院和参议院厅舍。两院厅舍实际是和中央建筑相连但结构独立的建筑。
最重要的国事典仪经常在大厅举行，但大厅也供公众租用，例如用于举办婚礼。附近的坎培拉大学也租用大厅举行毕业典礼。大厅的对面墙上悬挂了一幅复制亚瑟·博伊德（Arhur Boyd）油画的巨型织画。织画下面的可拆卸墙板后面底楼是议员厅，中间是一座室内喷泉。这里只有足够安全级别的人员和特殊访客才能进入，但议员厅楼上的回廊是公众区域。从议员厅区域有两层的走廊通往参议院和众议院厅舍，议员可从封闭的底层走廊进入议事厅，而公众则由上层走廊进入两院旁听席。议员厅后面是部长翼，里面是澳大利亚总理和政府部长的办公室。底楼还有19间对公众开放的委员会会议室，和高度戒备的内阁会议室。

#### 众议院

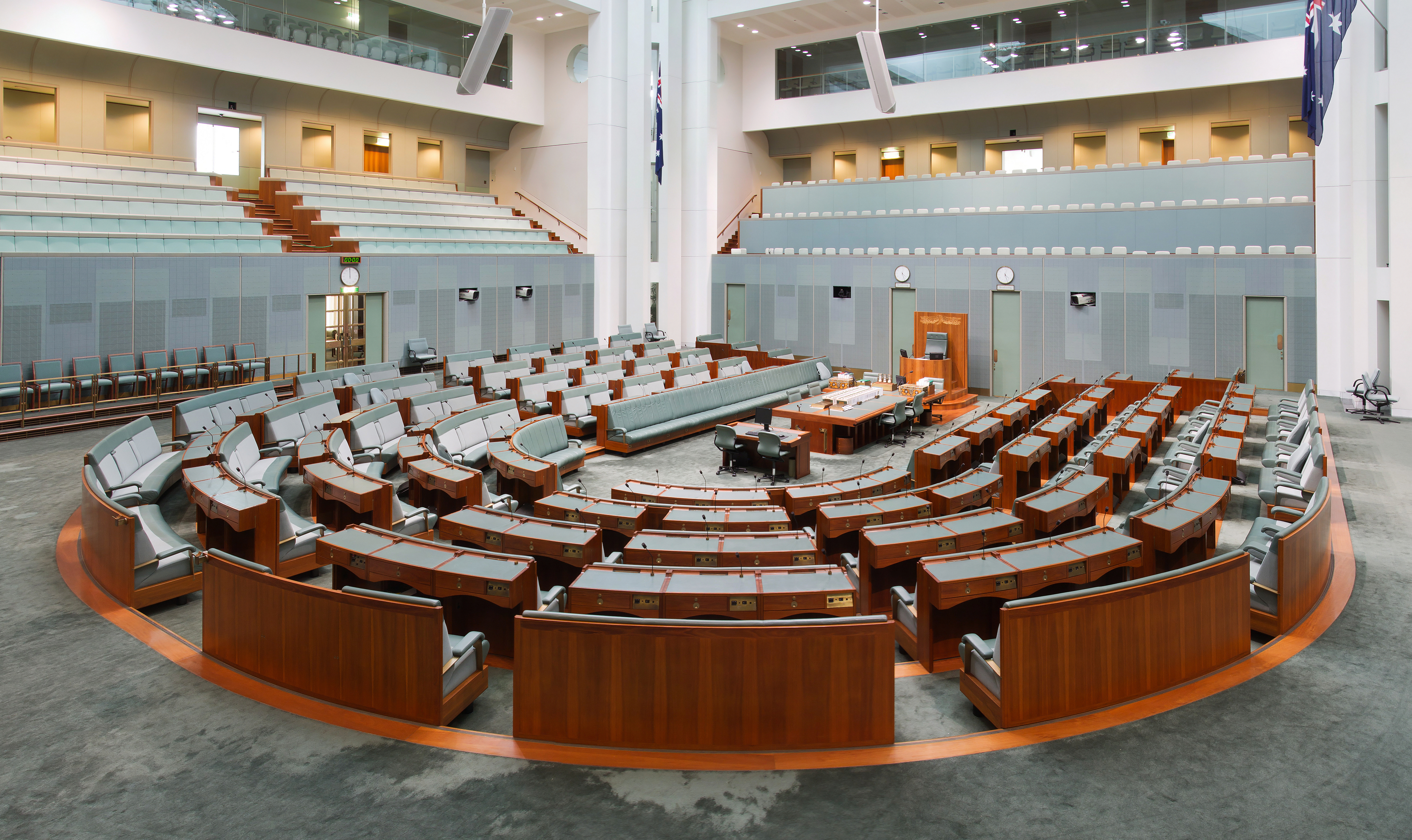
众议院

澳大利亚众议院议事厅的主题色是绿色，旨在反映英国下议院的主题色，以示澳大利亚的议会传统从西敏制的悠久传统一脉相传。但在此所用的绿色选择了较浅的色调，呼应了澳大利亚桉树叶的颜色。
从上图的角度看，正前方楼上回廊是记者席，公众旁听席在两旁回廊，共有388个座位。。由于议员在场时旁听席上不许交谈，在开放的公众旁听席的楼上还有闭音的旁听席，供学生团体使用，以便旁听时老师或向导可以同时解说。

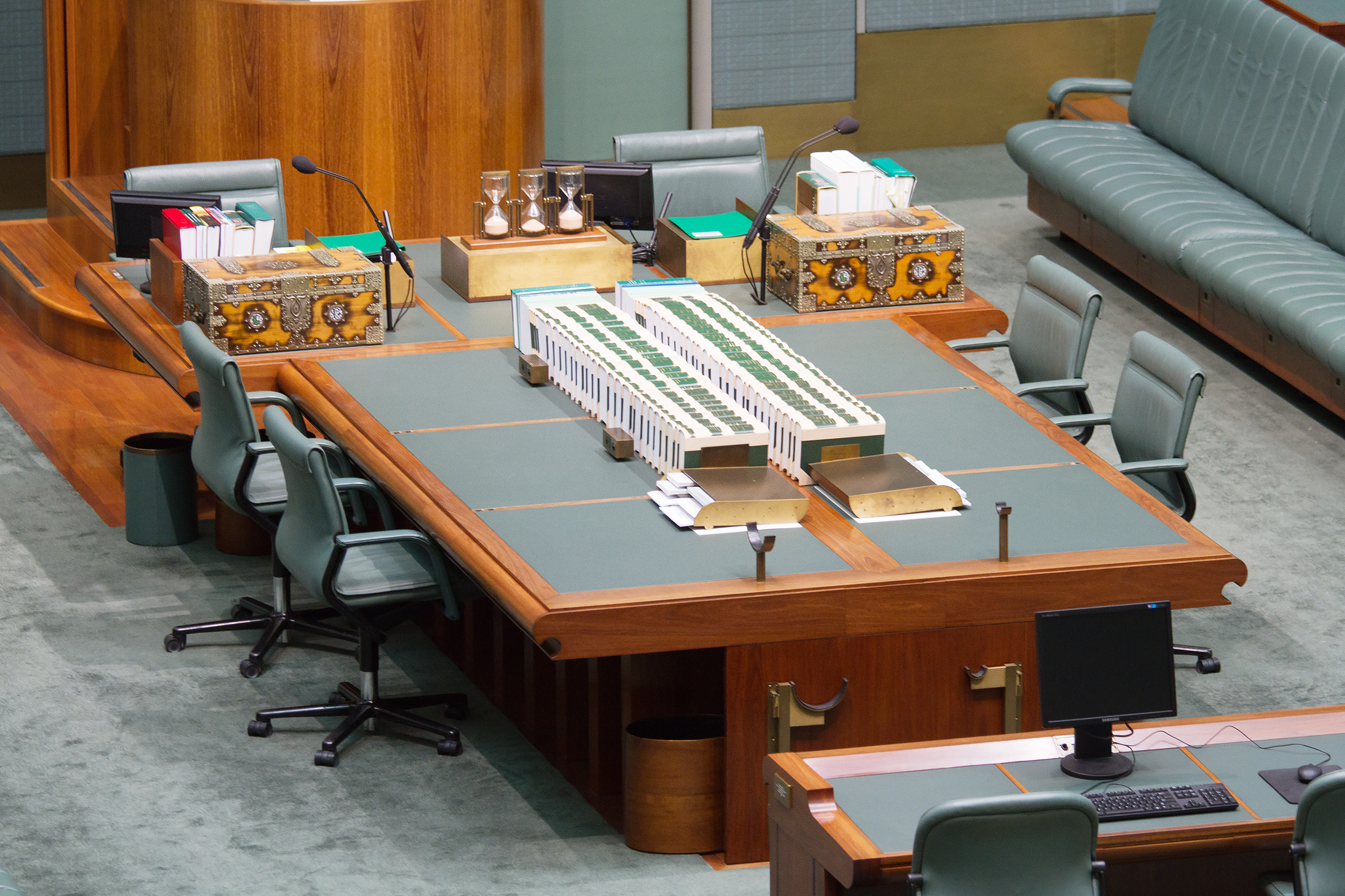
前座席位的部分，和“发言箱”讲台。

中央桌子后面高大的座位是议长席位。根据西敏制惯例，执政党坐在议长的右手边，反对党坐在议长的左手边。独立议员和其他小党议员坐在中间的中立议席上。两边最前排的长条议席称为“前座”，是前座议员（内阁部长和影子内阁成员）专用的议席。前座议员按照惯例坐在最靠中间的前排席位上，在发言时会来到中间桌子两旁的“发言箱”前，以此作为讲台发言。根据议事程序规定，後座议员发言时不离开自己座位，而仅起立并使用桌上的麦克风。
中央桌子上放置一套《议会辩论记录》。议会執行秘書和副秘書的座位也在此。议会秘书必须熟谙议会规则，在投票时负责敲铃通知议员投票。秘书座前面是沙漏：大的沙漏计时4分钟，小的计时2分钟。投票时，秘书会在敲响铃声后用大沙漏计时4分钟，到时议事厅的门就会被锁，在厅内的议员会根据投票意向分别站到政府席位或反对党席位一边，双方党鞭进行计票。如果连续有第二次投票，则用小沙漏计时2分钟。

#### 参议院

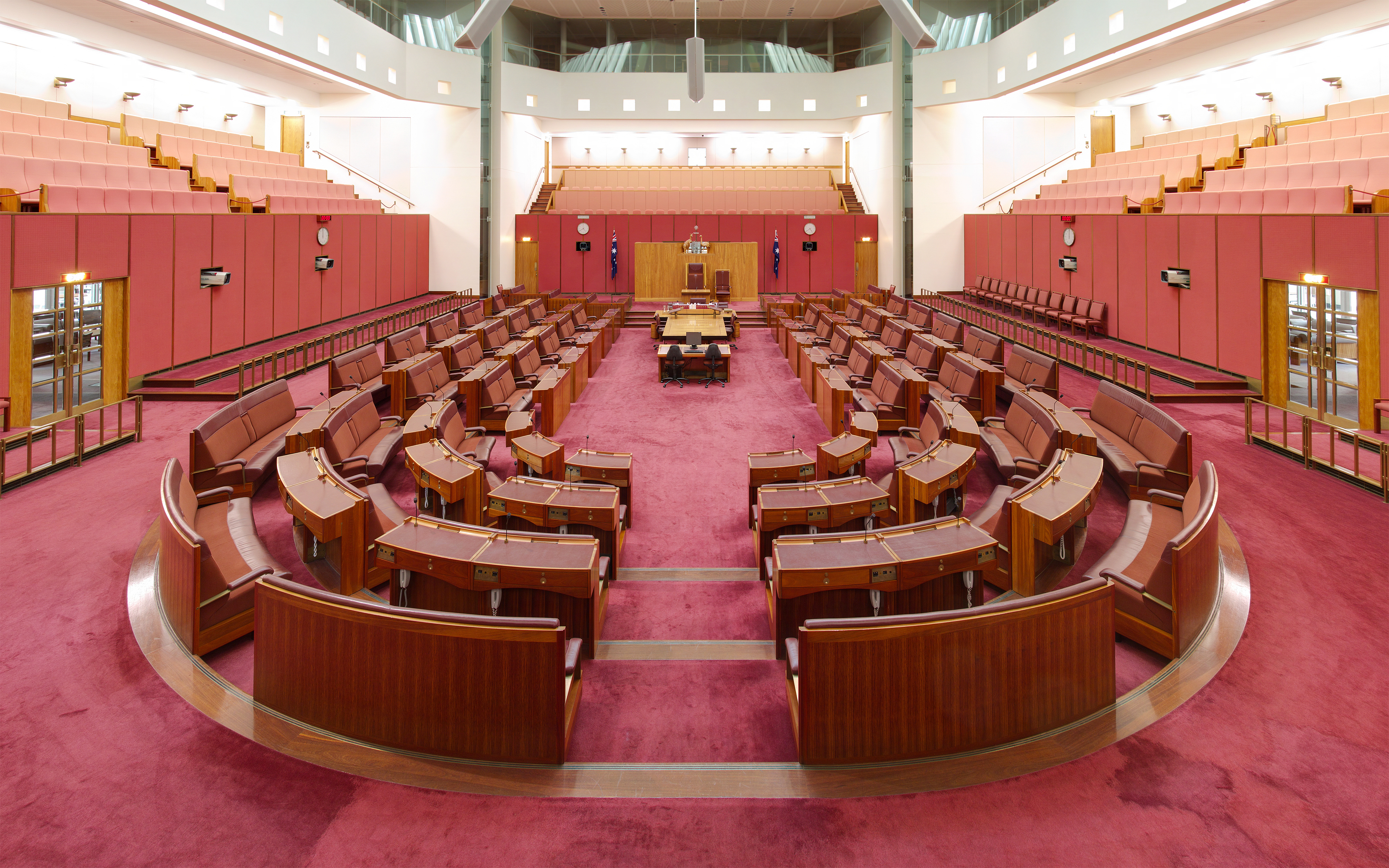
参议院

与众议院向呼应，澳大利亚参议院议事厅的主色调是红色，反映了英国上议院的主题色。参议院所用色调也是较沉稳的赤铁矿赭色，反映澳大利亚土地，特别是内陆土地的颜色。
参议院楼上回廊的记者席、旁听席设置与众议院相同。议席设置则稍有不同：只有参议院执政党或反对党领袖发言时会走到讲台前，其他所有议员（包括前座参议员）都使用自己台上的麦克风。相应的，参议院没有特殊形制的前排议席，所有议席都同样的成对排列。
参议院会议主持是参议院议长，其座位在中间桌子后面。和众议院不同，作为两院中的上院，参议院议长座位背后还有两个更高大的座位，即现代版的君主宝座。在每年召开议会时，其中较大的座位是在任君主的寶座；君主不在时由总督使用。旁边较小的座位供君主配偶使用；不在时由总督配偶使用。

## 位置

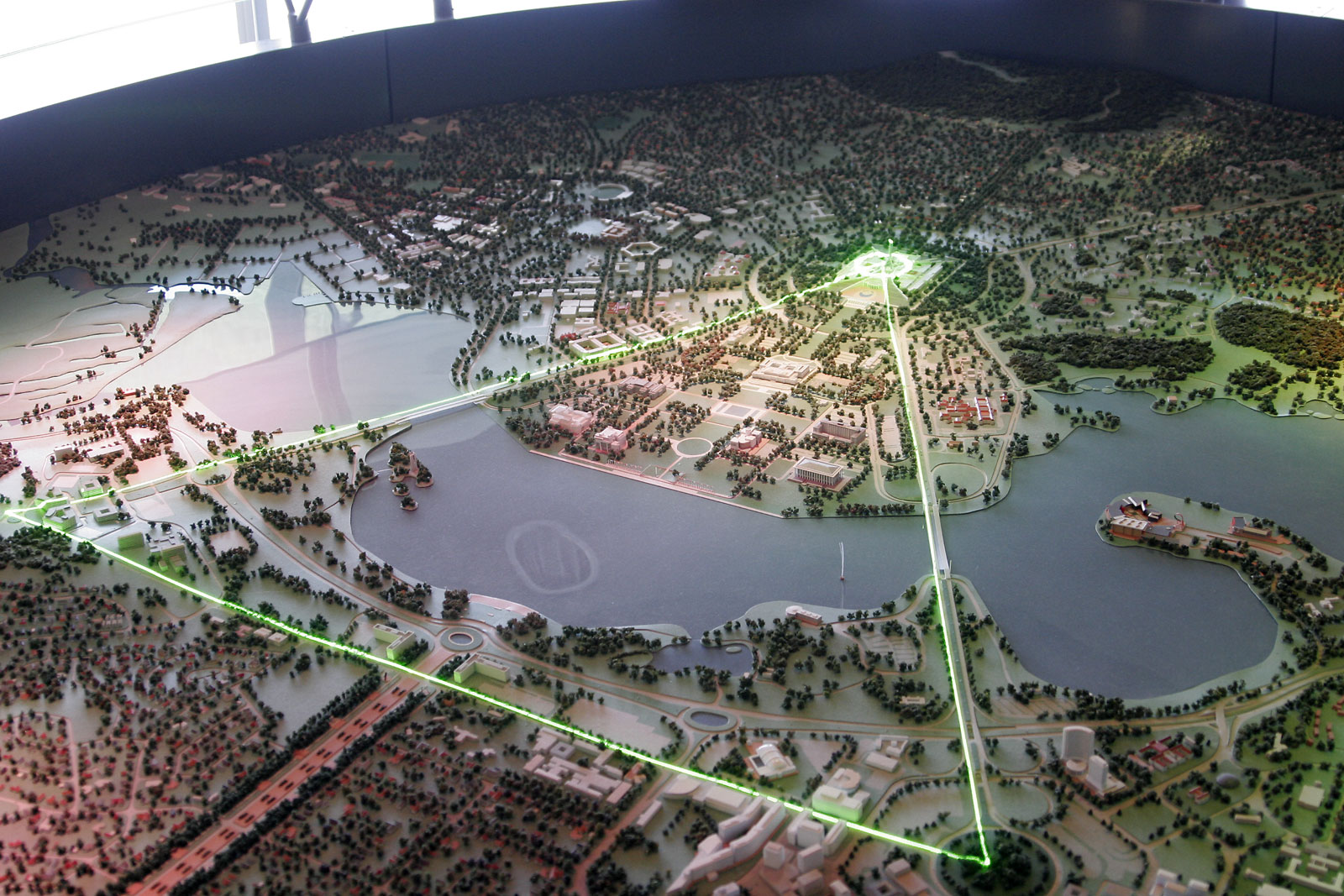
坎培拉模型，展示中心部分的“格雷芬三角”（绿光标示）、中轴线（红光标示）。议会大厦位于三角的上方角上。

在坎培拉的总体规划中，议会大厦所在地议会山有着重要位置。它是堪培拉中轴线的西南端，与位于东北端的澳洲戰爭紀念館遙遙相對。同时，议会山也是坎培拉总体规划的三角形主体的一角，从议会山有两条笔直的道路越过格雷芬湖向北和向东延伸，两条道路的另一端分别是象征坎培拉市民生活中心的城市圆环（Civic），和澳大利亚三军总部。议会山、城市圆环和三军总部构成一个等边三角形。此外，这一三角形在格里芬湖南岸的部分也构成一个较小的等边三角形，称为“议会三角”。在议会大厦俯瞰下的议会三角遍布澳洲联邦权利机构、最重要的政府部门和国立文化设施，是澳大利亚联邦的象征性中心区。
有趣的是，坎培拉的设计者华特·伯利·格里芬的原意并不是将议会大厦建在议会山上。他将在此核心位置的山丘命名为“Capitol＂，本意指的不是同名的美国国会山，而是此名更早的来源——古罗马的卡比托利欧山，即古罗马政府的仪式中心和档案库。根据格里芬的构思，议会大厦应该建在议会山和湖岸之间的一座小山丘上，而议会山顶上则像古罗马人一样，应该建造一座“用于接待民众和举行仪式的通用行政建筑，或用于储藏档案和纪念澳大利亚人的成就”。此外按照他的构想永久总理府等其他重要建筑也应分列在山顶四周。直到1958年和1964年的霍尔福德计划在规划议会三角时，关于议会大厦的计划仍没有将它放在议会山顶：霍尔福德认为议会大厦应该放在湖岸边，这样能鼓励政客们不认为自己凌驾在普通百姓之上。可是1978年议会就大厦选址投票时，决定将大厦建在议会山顶，理由是只有这样的“最高”位置才配得上议会的高尚地位。新议会大厦兴建之前山上是原生灌木型植被。

### 引用
1. 1 2  The Australian Political System, p. 737
2. ↑  Australia Spirit of a Nation, p. 101
3. 1 2  Blenkin, Max. . Herald Sun. 1 January 2009  [15 December 2010].
4. 1 2 3 4 5 6 7 8 9 10  Cantor, Steven L. . John Wiley & Sons. 1996: 160–166  [5 August 2013]. ISBN 0471287911. （原始内容存档于2015-01-13）.
5. ↑  Tony Stephens, "Like his work, he'll blend into the landscape", Sydney Morning Herald, 3 July 1999
6. ↑   (PDF). Australian Government. Parliament of Australia.   [2009-02-17]. （原始内容 (PDF)存档于2009-02-25）.
7. ↑  Dunkerley, Susanna. . Nine News. 8 May 2008  [30 December 2010]. （原始内容存档于2012-10-03）.
8. ↑  Australia Spirit of a Nation, p. 100
9. ↑  Australia Spirit of a Nation, p. 146
10. ↑  . Parliamentary Education Office. Commonwealth of Australia.   [30 December 2010]. （原始内容存档于2011年4月6日）.
11. 1 2  . Parliamentary Education Office.   [2008-08-12]. （原始内容存档于2008-08-03）.
12. ↑  . Parliament of Australia. （原始内容存档于2013-05-12）.
13. ↑  . Commonwealth of Australia.   [30 December 2010]. （原始内容存档于2011年1月6日）.

### 书籍
- Parliament House Construction Authority. . Barton, ACT: The Authority. 1986: 85pp. ISBN 0-642-09999-5.
- Lovell, David W; Ian MacAllister, William Maley, Chandran Kukathas. . South Melbourne: Addison Wesley Longman Australia Pty Ltd. 1998: 950. ISBN 0-582-81027-2.
- Cannon, Michael. . South Melbourne: Curry O'Neil Ross Pty Ltd. 1985. ISBN 0-85902-210-2.
- Charlton, Ken; Rodney Garnett, Shibu Dutta.  2nd Edition, Paperback, 2001. Canberra, Australia: National Trust of Australia (ACT). 2001. ISBN 0-9578541-0-2.
- .   [2007-10-08]. （原始内容存档于2020-12-02）.
- .   [2007-10-08]. （原始内容存档于2007-09-27）.
- .   [2007-10-08]. （原始内容存档于2011-04-10）.
- . Indiana University. 2005  [2008-08-12]. （原始内容存档于2016-03-04）.

## 外部連結
- 澳洲议会（官方網站） （页面存档备份，存于）
- 旧议会大厦
- 澳洲图像机构关于议会大厦的图片径
- 澳洲广播公司：新议会大厦资料